# Drogi krajowe I kategorii w Czechach
W Czechach występuje obecnie 69 dróg krajowych I kategorii (cz. silnice I. třídy). Drogi krajowe I kategorii obok autostrad stanowią najważniejsze połączenia międzymiastowe oraz niektóre miejskie arterie (np. w Pradze czy Brnie).

## Numeracja
Drogi krajowe I kategorii posiadają numerację jedno- i dwucyfrową. Przebieg tras jest usystematyzowany.
- nr 2-12 – drogi w północnej części kraju;
- nr 13-17 – drogi na południu kraju;
- nr 18-26 – również na północy kraju;
- nr 27-28 – w południowej części kraju;
- nr 29 – także na północy kraju;
- nr 30 – na wschodzie Czech, na pograniczu Czech i Moraw;
- nr 31-38 – z Brna do centralnych Moraw i do Śląska;
- nr 41-48 – na południe Moraw;
- nr 49-55 – na wschodzie Moraw;
- nr 56-58
- nr 59-71.

System ten uległ zniekształceniu w 1997 roku, gdy m.in. podniesiono niektóre drogi do kategorii I (numery 59-71).
Obecnie na liście dróg I kategorii nie ma jedynie numeru 1 oraz 5. Droga nr 1 istniała jako droga ekspresowa. Trasa nr 5 została całkowicie zastąpiona przez autostradę, a stary przebieg istnieje jako droga II kategorii o numerze 605. W ramach reformy sieci autostrad i dróg ekspresowych Czech, od 1 stycznia 2016 dawna droga ekspresowa R1 funkcjonuje jako autostrada D0.

## Wykaz dróg I kategorii
| Znak | Numer | Przebieg (skrzyżowania z drogami I kat. i autostradami) | Długość (km) |
| ---- | ----- | --- | ------------ |
|      | I/2   | Praha (D0) – Říčany – Kutná Hora (I/38) – Přelouč – Pardubice (I/37) | 87,572       |
|      | I/3   | Mirošovice (D1) – Čerčany – Benešov – Bystřice – Olbramovice (I/18) – Mezno (D3) – po trasie D3 – Tábor (D3) – Soběslav – Dráchov (I/23) – Veselí nad Lužnicí (I/24) – České Budějovice (I/20, I/34) – Kamenný Újezd (I/39) – Dolní Dvořiště (Austria) | 110,616      |
|      | I/4   | Praha – Jíloviště – (odcinek autostrady D4) – Dubenec (I/18) – Milín (I/66) – Lety (I/19) – Čimelice – Třebkov (I/20) – Strakonice (I/22) – Volyně – Vimperk – Strážný (Niemcy) | 115,225      |
|      | I/6   | Praha (D0) – Malé Přítočno (odcinek autostrady D6) – Nové Strašecí – Řevničov (I/16) – Bukov (I/27) – Lubenec – (odcinek autostrady D6) – Karlovy Vary (I/13) – Jenišov – (odcinek autostrady D6) – Cheb (I/21) – Pomezí nad Ohří (Niemcy) | 76,391       |
|      | I/7   | D0 – granica Pragi (odcinek autostrady D7) – Knovíz – Slaný (I/16) – Louny (I/28) – Bitozeves (odcinek autostrady D7) – Chomutov (I/13) – Hora Svatého Šebestiána (Niemcy) | 60,673       |
|      | I/8   | krótki odcinek w granicach Pragi – (autostrada D8) – Lovosice (I/15, I/30) – Bystřany (I/63) – Teplice (I/13) – Dubí (I/27) – Cínovec (Niemcy) | 40,712       |
|      | I/9   | (D8) – Neratovice – Mělník (I/16) – Dubá – Jestřebí (I/38) – Zahrádky (I/15) – Česká Lípa – Nový Bor – Svor (I/13) – Varnsdorf – Rumburk (Niemcy) | 108,569      |
|      | I/10  | (D10) – Turnov (I/35) – Železný Brod – Tanvald (I/14) – Harrachov-Mýtiny (I/14) – Harrachov (Polska) | 47,723       |
|      | I/11  | Poděbrady – Hradec Králové (I/31, I/33, I/35, I/37) – Třebechovice pod Orebem – Týniště nad Orlicí – Vamberk (I/14) – Žamberk – Červená Voda (I/43) – Štíty (I/43) – Bludov (I/44) – Šumperk – Rýmařov – Rapotín (I/44) – Bruntál (I/45) – Opava (I/46, I/57) – Ostrava (I/47, I/56, I/58, I/59) – Havířov – Český Těšín (I/48, I/67) – Třinec-Nebory (I/68) – Třinec – Jablunkov – Mosty u Jablunkova (Słowacja)                                                                       | 353,747      |
|      | I/12  | Praha (D0) – Český Brod – Kolín (I/38) | 34,432       |
|      | I/13  | Karlovy Vary (I/6) – Ostrov (I/25) – Klášterec nad Ohří – Chomutov (I/7) – Most (I/15, I/27) – Bílina – Teplice (I/8) – Chlumec (I/30) – Děčín (I/62) – Česká Kamenice – Nový Bor – Svor (I/9) – Jablonné v Podještědí – Bílý Kostel nad Nisou (I/35) – Chrastava – Liberec (I/14, I/35) – Frýdlant – Habartice (Polska) | 221,779      |
|      | I/14  | Liberec (I/13, I/35) – Jablonec nad Nisou (I/65) – Tanvald (I/10) – Harrachov-Mýtiny (I/10) – Vrchlabí – Trutnov (I/16, I/37) – Červený Kostelec – Náchod (I/33) – Náchod-Staré Město nad Metují (I/33) – Nové Město nad Metují – Dobruška – Rychnov nad Kněžnou – Vamberk (I/11) – Ústí nad Orlicí – Česká Třebová – Třebovice (I/43) | 196,012      |
|      | I/15  | Most (I/27) – Skršín (I/28) – Lovosice (D8, I/8, I/30) – Litoměřice – Úštěk – Zahrádky (I/9) | 74,360       |
|      | I/16  | Řevničov (I/6) – Slaný (I/7) – Velvary – Nová Ves (D8) – Mělník (I/9) – Mladá Boleslav (I/10, I/38) – Sobotka – Jiczyn (I/32, I/35) – Nová Paka – Trutnov (I/14, I/37) – Královec (Polska) | 190,529      |
|      | I/17  | Čáslav (I/38) – Chrudim (I/37) – Zámrsk (I/35) | 57,255       |
|      | I/18  | Rožmitál pod Třemšínem (I/19) – Příbram (I/66) – Dubenec (I/4) – Sedlčany – Olbramovice (I/3) | 62,828       |
|      | I/19  | Nezvěstice (I/20) – Rožmitál pod Třemšínem (I/18) – Březnice – Mirovice – Lety (I/4) – Milevsko – Opařany-Oltyně (I/29) – Tábor (I/3) – Pelhřimov (I/34) – po trasie I/34 (Humpolec – Havlíčkův Brod) – Pohled (I/34) – Přibyslav – Žďár nad Sázavou (I/37) – Nové Město na Moravě – Bystřice nad Pernštejnem – Kunštát – Sebranice (I/43) | 224,881      |
|      | I/20  | Jenišov (I/6) – Bečov nad Teplou – Toužim – Plzeň (I/26, I/27) – Nezvěstice (I/19) – Nepomuk – Blatná – Třebkov (I/4) – Písek (I/29) – Protivín – Vodňany (I/22) – České Budějovice (I/3) | 210,848      |
|      | I/21  | Bor-Nová Hospoda (D5) – Planá – Okrouhlá-Jesenice (I/6) – po trasie I/6 – Cheb (I/6) – Vojtanov (Niemcy) | 61,789       |
|      | I/22  | Draženov (I/26) – Domažlice – Kdyně – Klatovy (I/27) – Horažďovice – Strakonice (I/4) – Vodňany (I/20) | 110,753      |
|      | I/23  | Dráchov (I/3) – Kardašova Řečice – Jindřichův Hradec (I/34) – po trasie I/34 – Jarošov nad Nežárkou (I/34) – Telč – Kasárna (I/38) – Třebíč – Náměšť nad Oslavou – Rosice – Kývalka (D1) – po trasie D1 – Ostopovice – Brno-Pisárky (I/42) | 145,429      |
|      | I/24  | Veselí nad Lužnicí (I/3) – Třeboň (I/34) – Suchdol nad Lužnicí – Halámky (Austria) | 49,525       |
|      | I/25  | Ostrov (I/13) – Jáchymov – Boží Dar (Niemcy) | 13,690       |
|      | I/26  | Ejpovice (D5) – Plzeň (I/20, I/27) – Sulkov (D5) – Horšovský Týn – Draženov (I/22) – Česká Kubice-Horní Folmava (Niemcy) | 77,179       |
|      | I/27  | Dubí (I/8) – Litvínov – Most (I/13, I/15) – Žiželice (I/7) – Žatec – Bukov (I/6) – Kralovice – Plasy – Třemošná – Plzeň (I/20, I/26) – Přeštice – Klatovy (I/22) – Železná Ruda (Niemcy) | 213,717      |
|      | I/28  | Louny – Skršín (I/15) | 14,543       |
|      | I/29  | Písek – Bernartice – Opařany-Oltyně (I/19) Do 2005 roku numer 29 był przypisany do praskiej obwodnicy miejskiej, która później otrzymała oznaczenie MO. Jeszcze wcześniej, bo w 1987 roku drogę nr 29 stanowiła ulica Spojovací w Pradze. | 33,284       |
|      | I/30  | Lovosice (D8) – Ústí nad Labem (I/62) – Chlumec (I/13) | 32,821       |
|      | I/31  | obwodnica Hradce Králové | 6,343        |
|      | I/32  | Libice nad Cidlinou (D11) – Kopidlno – Jiczyn (I/16) | 39,162       |
|      | I/33  | Hradec Králové (D11, I/35) – Jaroměř – Česká Skalice – Náchod (I/14, Polska) | 40,716       |
|      | I/34  | České Budějovice (I/3) – Lišov – Třeboň (I/24) – Jindřichův Hradec (I/23) – Jarošov nad Nežárkou (I/23) – Kamenice nad Lipou – Pelhřimov (I/19) – Humpolec (D1) – Havlíčkův Brod (I/38) – Pohled (I/19) – Ždírec nad Doubravou (I/37) – Hlinsko – Polička – Svitavy (I/43) – Koclířov (I/35) | 202,480      |
|      | I/35  | Hrádek nad Nisou (Polska) – Chrastava (I/13) – Liberec (I/13) – Turnov (I/10) – Jiczyn (I/16) – Úlibice (I/16) – Hořice – Hradec Králové (I/12, I/31, I/33) – Holice I/36 – Zámrsk (I/17) – Vysoké Mýto – Litomyšl – Svitavy-Lačnov (I/43) – Koclířov (I/34) – Moravská Třebová – Mohelnice (I/44) – Olomouc (I/46, I/55) – Lipník nad Bečvou (I/47, D1) – po trasie I/47 – Hranice (I/47) – Valašské Meziříčí (I/57) – Rožnov pod Radhoštěm (I/58) – Hlavatá (I/56) – Makov (Słowacja) | 267,403      |
|      | I/36  | Nové Město – Chýšť (D11) – Pardubice (I/37) – Holice (I/35) | 44,310       |
|      | I/37  | Trutnov (I/14, I/16) – Jaroměř (I/33) – Hradec Králové (I/31) – Opatovice nad Labem (D35) – Pardubice-Ohrazenice (I/36) – Pardubice (I/36) – Chrudim (I/17) – Slatiňany – Ždírec nad Doubravou (I/34) – Žďár nad Sázavou (I/19) – Křižanov – Velká Bíteš (D1) | 145,367      |
|      | I/38  | Jestřebí (I/9) – Doksy – Mladá Boleslav (I/10) – Mladá Boleslav-Bezděčín (I/10) – Nymburk – Poděbrady (D11) – Kolín (I/12) – Kutná Hora (I/2) – Čáslav (I/17) – Golčův Jeníkov – Havlíčkův Brod (I/34) – Jihlava (D1) – Kasárna (I/23) – Želetava – Moravské Budějovice – Znojmo (I/53) – Chvalovice-Hatě (Austria) | 255,969      |
|      | I/39  | Kamenný Újezd (I/3) – Český Krumlov – Horní Planá – Volary – Lenora – Lenora-Houžná (I/4) | 72,279       |
|      | I/40  | Mikulov (I/52) – Břeclav (I/55) | 20,882       |
|      | I/41  | Brno-Komárov (I/42) – Brno (D1, D2) | 2,987        |
|      | I/42  | obwodnica miejska w Brnie | 18,856       |
|      | I/43  | Brno-Královo Pole (I/42) – Sebranice (I/19) – Letovice – Svitavy (I/34) – Svitavy-Lačnov (I/35) – Třebovice (I/14) – Lanškroun – Štíty (I/11) – po trasie I/11 – Červená Voda (I/11) – Králíky – Králíky-Dolní Lipka (Polska) | 115,725      |
|      | I/44  | Mohelnice (I/35) – Zábřeh – Bludov (I/11) – po trasie I/11 (Šumperk) – Rapotín (I/11) – Červenohorské sedlo – Jeseník (I/60) – Mikulovice (Polska) | 78,452       |
|      | I/45  | Horní Loděnice (I/46) – Bruntál (I/11) – Krnov (I/57, Polska) | 49,577       |
|      | I/46  | Vyškov (D1) – Prostějov – Olomouc (I/35, I/55) – Šternberk – Horní Loděnice (I/45) – Moravský Beroun – Opava (I/11, I/56) – Sudice (Polska) | 100,222      |
|      | I/47  | Kroměříž (D1) – Hulín (I/55) – po trasie I/55 – Přerov (I/55) – Lipník nad Bečvou (D1, I/35) | 111,892      |
|      | I/48  | Bělotín (I/47) – Nowy Jiczyn (I/57) – Příbor (I/58) – ýdek-Místek (I/56) – Horní Tošanovice (I/68) – Český Těšín (I/11, I/67) – Chotěbuz (Polska) | 39,983       |
|      | I/49  | Otrokovice (I/55) – Zlín – Vizovice (I/69) – Valašská Polanka (I/57) – po trasie I/57 – Horní Lideč (I/57) – Střelná (Słowacja) | 44,225       |
|      | I/50  | Brno (I/42) – Šlapanice-Bedřichovice (D1) – po trasie D1 – Holubice (D1) – Slavkov u Brna (I/54) – Bučovice – Uherské Hradiště (I/55) – Uherský Brod – Starý Hrozenkov (Słowacja) | 102          |
|      | I/51  | Hodonín (Słowacja) | 3,217        |
|      | I/52  | Brno (I/42, D1) – Modřice – Pohořelice (I/53) – Mikulov (I/40, Austria) | 32,743       |
|      | I/53  | Znojmo (I/38) – Pohořelice (I/52) | 38,303       |
|      | I/54  | Slavkov u Brna (I/50) – Kyjov – Vracov – Bzenec – Veselí nad Moravou (I/55) – Blatnice pod Svatým Antonínkem (I/71) – Strání (Słowacja) | 83,169       |
|      | I/55  | Olomouc (I/35, I/46) – Přerov (I/47) – Hulín (I/47) – Otrokovice (I/49) – Staré Město – Uherské Hradiště (I/50) – Uherský Ostroh (I/71) – Veselí nad Moravou (I/54) – Strážnice – Petrov (I/70) – Hodonín (I/51) – Břeclav (D2) – Břeclav-Poštorná (I/40, Austria) | 125,697      |
|      | I/56  | Opava (I/46) – Kravaře – Hlučín – Ostrava (I/58, I/11) – Frýdek-Místek (I/48) – Frýdlant nad Ostravicí – Hlavatá (I/35) | 68,788       |
|      | I/57  | Vysoká-Bartultovice (Polska) – Město Albrechtice – Krnov (I/45) – Opava (I/11, I/46) – Fulnek (I/47) – Nowy Jiczyn (I/48) – Valašské Meziříčí (I/35) – Vsetín (I/69) – Valašská Polanka (I/49) – Horní Lideč (I/49) – Valašské Klobouky – Brumov-Bylnice (Słowacja) | 167,859      |
|      | I/58  | Rožnov pod Radhoštěm (I/35) – Frenštát pod Radhoštěm – Příbor (I/48) – Ostrava (I/11, I/56) – Bohumín (I/67, Polska) | 65,348       |
|      | I/59  | Ostrava (I/11) – Orlová – Karviná (I/67) | 17,233       |
|      | I/60  | Jeseník (I/44) – Javorník (Polska) | 32,643       |
|      | I/61  | Makotřasy (I/7) – Buštěhrad – Kladno – Malé Přítočno (I/6) | 12,775       |
|      | I/62  | Ústí nad Labem (I/30) – Děčín (I/13) – Hřensko (Niemcy) | 37,414       |
|      | I/63  | Bystřany (I/8) – Řehlovice (D8) | 7,043        |
|      | I/64  | Františkovy Lázně (I/21) – Aš (Niemcy) | 16,361       |
|      | I/65  | Hodkovice nad Mohelkou (I/35) – Jablonec nad Nisou (I/14) | 8,390        |
|      | I/66  | Milín (I/4) – Příbram (I/18) | 7,880        |
|      | I/67  | Český Těšín (I/11) – Chotěbuz (I/48) – Karviná (I/59) – Bohumín (I/58) | 32,306       |
|      | I/68  | Horní Tošanovice (I/48) – Třinec-Nebory (I/11) | 8,420        |
|      | I/69  | Vsetín (I/57) – Vizovice (I/49) | 18,038       |
|      | I/70  | Petrov (I/55) – Sudoměřice (Słowacja) | 2,427        |
|      | I/71  | Uherský Ostroh (I/55) – Blatnice pod Svatým Antonínkem (I/54) – Velká nad Veličkou (Słowacja) | 21,596       |

## Trasy międzynarodowe w Czechach
W Czechach śladem dróg krajowych I kategorii i autostrad biegną następujące trasy europejskie:
| Znak | Numer | Przebieg (skrzyżowania z drogami I kat. i autostradami) | Długość (km) |
| ---- | ----- | --- | ------------ |
| E48  | E48   | Niemcy – Cheb – Karlovy Vary – Praha (I/6 i autostrada D6) | 190 km       |
| E49  | E49   | Niemcy – Vojtanov – Cheb (I/21) – Karlovy Vary (I/6) – Plzeň – České Budějovice (I/20) – Třeboň (I/34) – Halámky (I/24) – Austria                                                             | 317 km       |
| E50  | E50   | Niemcy – Rozvadov – Plzeň – Praha (autostrada D5) – Brno (autostrada D1) – Uherské Hradiště – Starý Hrozenkov (I/50) – Słowacja                                                               | 478 km       |
| E53  | E53   | Plzeň – Železná Ruda (I/27) – Niemcy | 84 km        |
| E55  | E55   | Austria – Dolní Dvořiště – České Budějovice – Mirošovice (I/3) – Praha (autostrada D1) – Lovosice (autostrada D8) – Teplice – Cínovec – Niemcy (I/8)                                          | 294 km       |
| E59  | E59   | Praha – Jihlava (autostrada D1) – Znojmo – Hatě (I/38) – Austria | 209 km       |
| E65  | E65   | Polska – Harrachov – Turnov (I/10) – Praha (autostrada D10) – Brno (autostrada D1) – Břeclav – Słowacja (autostrada D2)                                                                       | 394 km       |
| E67  | E67   | Polska – Náchod – Hradec Králové (I/33) – Praha (autostrada D11) | 148 km       |
| E75  | E75   | Polska – Český Těšín (I/48) – Třinec – Słowacja (I/11) | 39 km        |
| E442 | E442  | Karlovy Vary – Teplice – Děčín – Liberec (I/13) – Turnov – Jiczyn – Hradec Králové – Mohelnice (I/35) – Olomouc – Lipník nad Bečvou (D35) – Hranice na Moravě – Horní Bečva (I/35) – Słowacja | 549 km       |
| E461 | E461  | Svitavy – Brno (I/43) – Pohořelice (D52) – Mikulov (I/52) – Austria | 128 km       |
| E462 | E462  | Brno – Vyškov (autostrada D1) – Olomouc (autostrada D46) – Lipník nad Bečvou (autostrada D35) – Bělotín (autostrada D1) – Frýdek-Místek – Český Těšín (I/48) – Polska                         | 193 km       |
| E551 | E551  | České Budějovice – Jindřichův Hradec – Humpolec (I/34) | 107 km       |